# Chryses

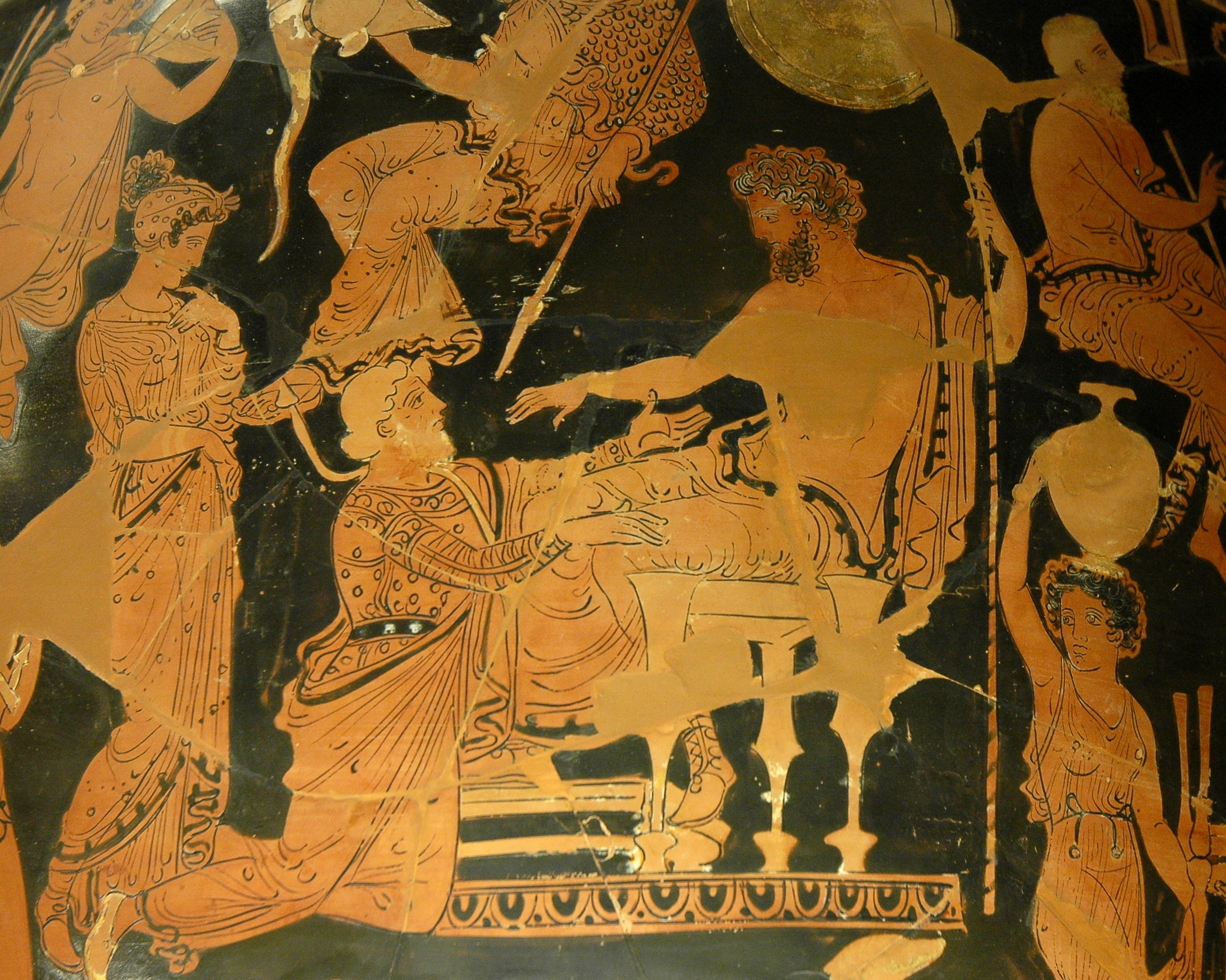
Chryses versucht, seine Tochter Chryseis von Agamemnon zu befreien

Chryses (altgriechisch Χρύσης Chrýsēs) war in der griechischen Mythologie ein Priester des Apollon Smintheus in Chryse. Nach einer mittelalterlichen Auslegung (Eust., Il 77,30) war er der Bruder des Brises.
Agamemnon nahm während des Trojanischen Krieges Chryses’ Tochter Chryseis als Kriegsbeute. Chryses flehte Agamemnon an, dass er seine Tochter freilasse, aber Agamemnon weigerte sich. Apollon strafte daraufhin die griechische Armee mit Pest und Tod, und Agamemnon war gezwungen, Chryseis zurückzugeben. Er verlangte jedoch stattdessen Hippodameia, auch Briseis („Brises’ Tochter“) genannt, die dem Achill als Kriegsbeute zugesprochen war. Dieses führte zum tiefen Zerwürfnis zwischen Achill und Agamemnon, dem „Zorn des Achill“, der ein Leitmotiv der Ilias bildet.